# Église Saint-Georges de Knjaževac
Pour les articles homonymes, voir Église Saint-Georges.
L'église Saint-Georges de Knjaževac (en serbe cyrillique : Црква Светог Ђорђа у Књажевцу ; en serbe latin : Crkva Svetog Đorđa u Knjaževcu) est une église orthodoxe serbe située à Knjaževac, dans le district de Zaječar en Serbie. Elle est inscrite sur la liste des monuments culturels protégés de la république de Serbie (no SK 234).

## Présentation
L'église a été construite entre 1833 et 1835 ; un clocher avec une horloge lui a été ajouté en 1866.

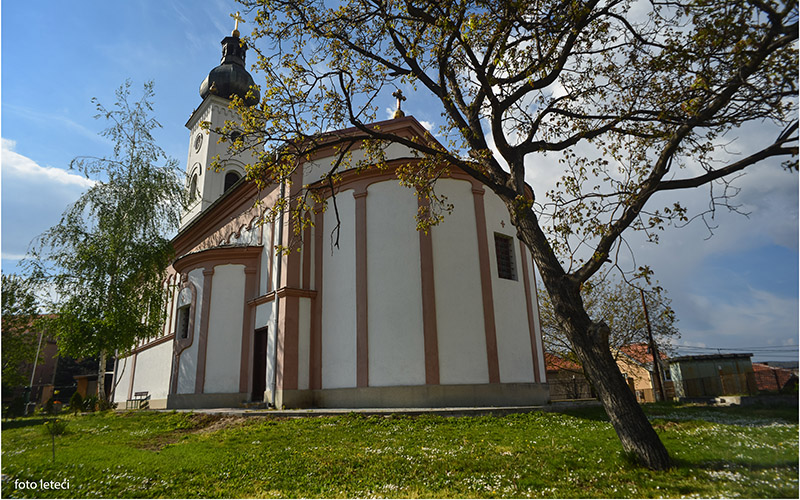
Le chevet de l'église

La première iconostase de l'église a été peinte par Georgije Bakalović de Sremski Karlovci, un élève de Stefan Gavrilović, l'un des peintres les plus importants du début du XIXe siècle. Pour célébrer l'achèvement de l'église, le prince Miloš Obrenović a offert à l'église deux cloches et un Évangile daté de 1805.
Lors de la guerre serbo-russo-turque de 1877-1878, la ville de Knjaževac a été incendiée et l'église a été détruite. Elle a été reconstruite en 1878 et une nouvelle iconostase a été peinte par Nikola Marinković de Sremski Karlovci.
Le trésor de l'église abrite toujours l'Évangile de 1805, ainsi qu'une croix d'argent de 1866 et deux icônes subsistant de l'iconostase de 1835.